# Paolo Monzecchi
Paolo Monzecchi (Figline Valdarno, 20 agosto 1971) è un ex cestista italiano.

## Carriera
Esperto giocatore con passato in serie A, molte stagioni in A2 e Legadue soprattutto a Pavia e Livorno, ha avuto la sua ultima esperienza da giocatore professionista nell'Agricola Gloria Montecatini con Andrea Niccolai.
Attualmente milita nelle file della Meridien Monsummano Terme nel campionato di Serie B.